# Barleria grootbergensis
Barleria grootbergensis är en akantusväxtart som beskrevs av I.Darbysh. och E.A.Tripp. Barleria grootbergensis ingår i släktet Barleria och familjen akantusväxter. Inga underarter finns listade i Catalogue of Life.